# Clemens Hengst
Clement François Joseph Hubert (Clemens) Hengst (Boxmeer, 5 april 1865 – aldaar, 28 november 1921) was burgemeester van gemeente Boxmeer.
In 1890 volgde hij in Boxmeer zijn vader Johannes Hengst op als burgemeester. Hij bleef daar burgemeester tot zijn overlijden in 1921. Naast zijn burgemeesterschap was hij van 1891 tot 1919 lid van de Provinciale Staten van Noord-Brabant. Ook was hij in zijn eigen gemeente raadslid vanaf 1916.

## Trivia
- In 1915 had hij in Boxmeer telefoonnummer 7.